# Perfect Illusion
A Perfect Illusion Lady Gaga amerikai énekesnő dala. 2016. szeptember 9-én jelent meg digitális letöltésként az Interscope Records gondozásában a 2016-os Joanne című ötödik nagylemezének első kislemezeként. A dal producerei és a dalszerzői Gaga, Kevin Parker, Mark Ronson és BloodPop voltak. A pop, dance-rock és pop-rock műfajokba sorolható Perfect Illusion dalszövegét tekintve az énekesnő „legmagasabb csúcspontjait és legmélyebb mélypontjait” énekli meg egy párkapcsolatban, ezen kívül pedig a közösségi médiához fűzött kritika. Gaga a dalszöveget az Underwood írógépén írta meg; több különböző változat után készült el a végleges verzió. A találgatásokat, hogy a dal Gaga exvőlegényéről, Taylor Kinneyről szól, az énekesnő cáfolta.
A felvétel megjelenése előtt több részlet és egy képkollázs is felkerült az énekesnő közösségi média oldalaira. A zenei kritikusok vegyes vagy pozitív véleményeket fogalmaztak meg a Perfect Illusionről. Sokan Bruce Springsteen amerikai zenész munkáihoz tartották hasonlatosnak. Kereskedelmi szempontból a dal a 15. helyet érte el az amerikai Billboard Hot 100-on, az első helyre került Franciaországban és Spanyolországban, míg az első tízbe jutott Csehországban, Magyarországon, Olaszországban, Skóciában és Szlovákiában is.
A Perfect Illusionhöz készült videóklipet Ruth Hogben és Andrea Gelardin rendezték. A Fox csatorna Scream Queens – Gyilkos történet című televíziós sorozatának második évada során mutatták be. A szám dalszerzőinek és producereinek vendégszereplésével készült videóban Gaga táncol és énekli a dalt egy sivatagi rave-en. A kritikusokat megosztotta a klip, sokan dicsérték, azonban negatív kritikákat is kapott egyszerűsége miatt. Gaga előadta a Perfect Illusiont a Dive Bar Touron és a Joanne World Touron, illetve néhány televíziós műsorban és egyéb médiaszereplés során is.

## Háttér
Harmadik, Artpop című nagylemezének befejezése után Lady Gaga menedzserével, Bobby Campbell-lel együtt menedzsmentet váltott és csatlakozott a Live Nation Entertainment előadók menedzselésére szolgáló részlegéhez, az Artist Nationhöz. Ezalatt Gaga karrierjében egy teljes arculatváltás ment végbe. A hangsúlyt sokkal inkább kiemelkedő énektudásának bemutatására fektette, ezáltal a médiában is merőben más kép alakult ki róla. 2014-ben Tony Bennett-tel közösen kiadta a Cheek to Cheek című dzsesszkorongot, amellyel Grammy-díjat is nyertek „a legjobb hagyományos vokális popalbum” kategóriában. 2016 januárjában az énekesnő bejelentette, hogy ötödik stúdióalbumát még abban az évben tervezi kiadni, de a lemez még továbbra is a kigondolás és a tervezés fázisában áll.
2015 és 2016 nagy részében Gaga a különböző közösségi portáljain keresztül mutatott betekintést az album előkészületeibe. Többek között együtt volt látható a stúdióban egyik legrégebbi producertársával, RedOnenal, de együtt dolgozott Giorgio Moroderrel, Mark Ronsonnal és Nile Rodgersszel is. 
Ronson megerősítette a Gagával való együttműködését és a következőt nyilatkoztaː „Életem egyik legkedvesebb zenéje, amin valaha is dolgoztam. Elképesztő és imádom. Alig várom, hogy halljátok, mert a zene magáért beszél. A mindenkori kedvenc zenészeim közül több is dolgozik rajta.” Ronson továbbá a pszichedelikus rockot játszó ausztrál Tame Impala frontemberére, Kevin Parkerre is tett utalást, miszerint ő is részt vesz a lemez munkálataiban. Ezt később a BBC Music is megerősítette.

## Dalszerzés és felvételek
A dal produceri munkáját és a dalszerzést Gaga Parkerrel és Ronsonnal végezte, illetve BloodPop is részt vett a produceri teendőkben. A szám egy „Illusion” című demóból fejlődött tovább, amelyet Parker készített, majd megmutatta Gagának és Ronsonnak. Utóbbi 2016 májusában felkereste BloodPopot mert tetszett neki egy album, amelyet egy másik énekesnek készített abban az időben. Malibuban találkoztak és a felvételi munkák során néhány nap alatt befejezték a Perfect Illusiont. BloodPop szerint nem volt előre megbeszélve, hogy milyen legyen a dal hangzása, mivel „mondhatni mindannyiuknak ugyanaz volt az elképzelésük”. A dal zenei elrendezése Ronsonhoz fűződik, aki szintin és gitáron is játszott Parkerrel együtt. Gitáron még Josh Homme is csatlakozott hozzájuk, míg BloodPop a ritmuson és a hangszintézisen dolgozott, Parker pedig dobolt. Ronson és BloodPop produceri munkáját a Parker által használt Ableton zenei szoftver segítségével dolgozták össze.
A munkálatok során Gaga vezette a produceri feladatokat a saját személyes véleménye és az őt ért inspirációk alapján, illetve zongorán és gitáron játszott a dal kompozíciójának megalkotásánál. Ronson elmondta, hogy Gaga teljes mértékben részt vett a felvételek során a zene elkészítésének technikai részében is. Ezzel kapcsolatban elárulta, hogy „Gaga imád egyszerűen a zongoránál ülni és parancsokat osztogatni a dobosnak és hihetetlen hangja van”, illetve tisztázta azt is, hogy először a dalokkal kezdtek, és ezt követően foglalkoztak a kompozíció más aspektusaival. A Rolling Stonenak adott interjújában BloodPop elmondta, hogy az énekesnő mindig jelen volt, és az ő döntései alapján fejezték be a dal hangzásvilágát.
Gaga a dalszöveget Underwood írógépe segítségével írta meg. Több órányi munka után készült el, habár BloodPop ezzel kapcsolatban elárulta, hogy „néhány naponta a dalszöveg egy része megváltoztatásra került, amitől egyre jobb és jobb lett”. A BBC Radio 1 interjújában Gaga elmagyarázta, hogy „oda-vissza variálták a szöveget”, majd hozzátette: „Leegyszerűsítettünk mindent. Megváltoztattuk a dallamot, átrendeztük. Én a zongoránál ültem, Kevin gitározott, Mark volt a basszusgitárnál.” A felvételeket több különböző stúdióban készítették szerte az Egyesült Államokban annak érdekében, hogy minden közreműködő időbeosztásába beleférjen. Malibuban a Shangri-La Studiosban dolgoztak, mert BloodPop ezt a helyet részesítette előnyben, mivel kívül esik a városi élet hatásaitól. Néhány napig Gaga otthonában is dolgoztak a felvételeken, míg a vokálját az Electric Lady Studiosban vették fel New York Cityben.

## Zene és dalszöveg értelmezés
- Perfect Illusion (2016)Egy 18 másodperces részlet a Perfect Illusion című dal refrénjéből, amelyben hallható a cikkben említett gitáros-vokálos breakdown, illetve a gitár és a „dörmögő” szintihangok keveréke.

Nem tudod lejátszani a fájlt?
A Perfect Illusion egy pop, dance-rock és pop-rock műfajokba sorolható dal, amely egy építkező akkordmenetre épül. Az énekesnő vokálját nyersen, változtatás nélkül hagyták és Auto-Tunet sem használtak. Kompozíciója „lüktető verzékből” és egy gitáros-vokálos breakdownból áll, amely az utolsó refrén előtt hallható, Gaga pedig a dal címét ismétli újra meg újra. A második perc környékén egy hangnemváltás következik az utolsó refrént megelőzően. Lewis Corner a Digital Spytól úgy érezte, hogy a szám utal Gaga korábbi albumaira. Alapjában véve egy „egyszerű popdalnak” vélte, amely felidézi Gaga első kiadványait a 2008-as Just Dance-et és Poker Face-t. A gitár, a „dörmögő” szintik és a „kalapáló” ütem keveréke Cornert Gaga Marry the Night című kislemezére emlékeztette, amely 2011-es második nagylemezén, a Born This Wayen szerepel. Voltak utalások szerinte az Artpop albumának korszakára is, mivel a verzét és a refrént egy szokatlan módon kapcsolták össze. A Glamour és a Rolling Stone arról írtak, hogy néhány hallgató Madonna 1986-os Papa Don’t Preach című kislemezével találta hasonlatosnak a dalt, amire válaszul Ronson elmondta az utóbbi magazinnal készült beszélgetésében, hogy „egyértelműen ez csak a véletlen műve lehet”.
A Rolling Stone-os interjújában BloodPop azt mondta, hogy a Perfect Illusion „egy nagy rockdal, ami táncra késztet”. Szerinte a felvételek során nem vitatták meg, hogy a számnak valójában milyen hangzása legyen, inkább olyanra akarták csinálni, hogy ne hasonlítson semmire, ami a rádióban hallható. BloodPop azt is részletezte, hogy a számot hagyományos módon írták meg és soul zenei hatásokkal készült. A Perfect Illusiont F♯ molban írták, tempóját tekintve 125-ös percenkénti leütésszámmal rendelkezik. 4/4-es ütemben készült, akkordmenete  F♯m–E/G♯–Dmol7–C♯m7, Gaga hangterjedelme pedig F♯3-tól D♯5-ig terjed.
Dalszövegét tekintve a Perfect Illusion egy megromlott párkapcsolat „legmagasabb csúcspontjairól és legmélyebb mélypontjairól” szól, ebből adódik a dal címe is. Gaga az iHeartMediának adott interjújában elmondta, hogy a „modern ecstasyról” szól, illetve hogy „Megtaláltuk az édes, egyszerű, dühvel teli módját, hogy ezt elmondjuk. Minden alkalommal egy beteges adrenalinlöketet érzek, mikor meghallom.” Az énekesnő később azt is hozzátette, hogy a dalszöveg végső soron egy kritika a közösségi médiához és a problémákhoz, amivel az ember szembesül, mikor megpróbálja tökéletesnek ábrázolni magát. Több médiaforrás is azt találgatta, hogy a dalszövegek esetleg az énekesnő 2016 július környéki szakításáról szólhatnak-e Taylor Kinney színésszel. Samantha Schnurr az E!-től a dalszöveg megfejtésére vonatkozóan azt írta, hogy a „tökéletes illúzió” kifejezés a kapcsolatukról íródott. Gaga a SiriusXM-ben adott interjújában válaszul elmondta, hogy a dal nem Kinney-hez szól, és nem egy „bosszú”. „Nagyon, nagyon szeretem Taylort, és ez a dal nem ellene készült. […] Ez a felvétel mindannyiunkról szól. Sosem használnám a dalom vagy nem akarnám felhasználni a nyilvánosságot, hogy bántsak valakit, akit ennyire szeretek,” tette hozzá az énekesnő.

## Kiadás és borító

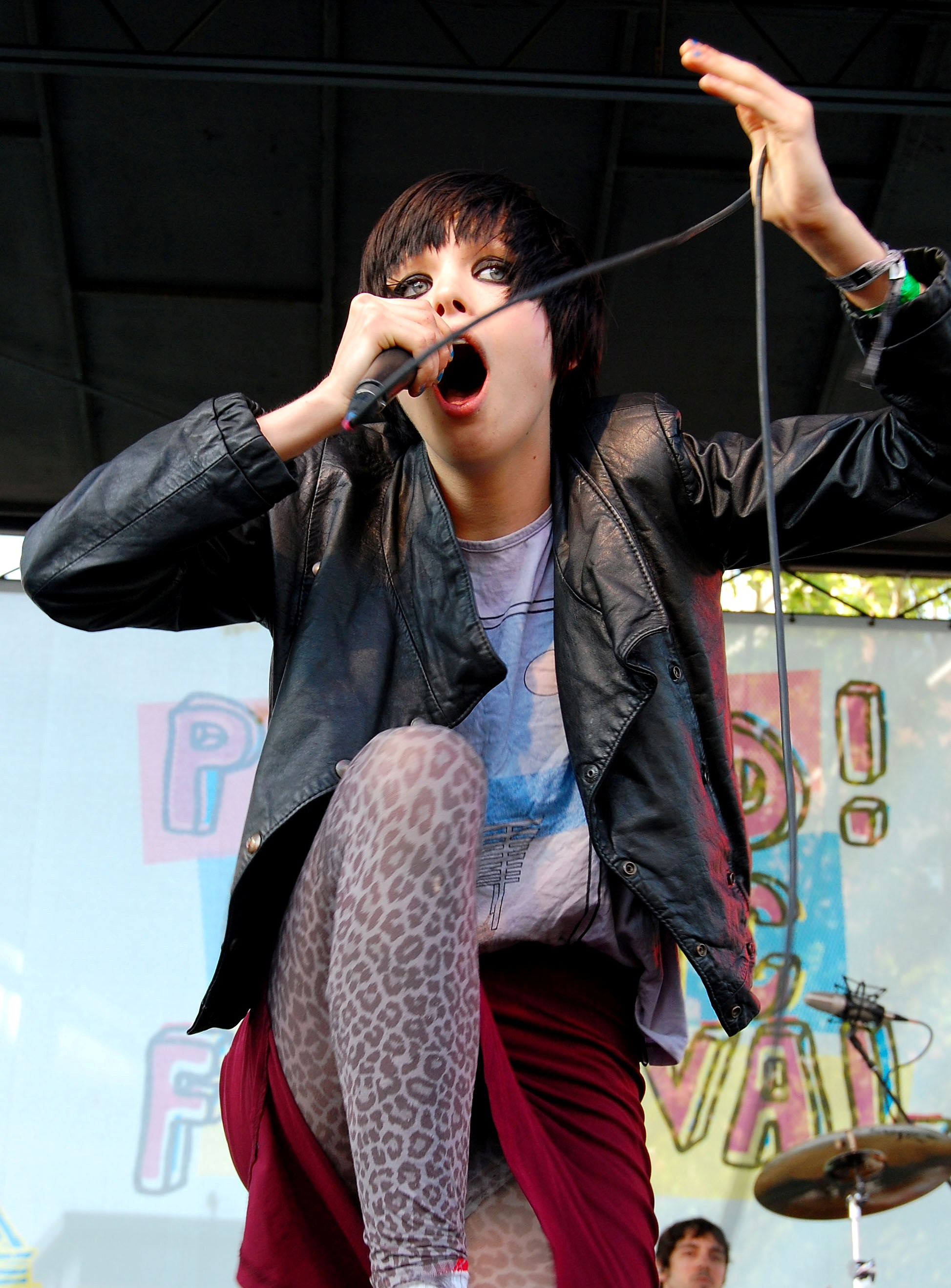
Gaga kinézetét a borítón Alice Glass stílusához hasonlíották.

2016 májusában az Idolator elnevezésű zenei blog arról írt, hogy Gaga, Ronson, Parker és BloodPop együtt stúdióznak. Ronson nem sokkal később hivatalos Instagram oldalán erősítette meg a pletykákat egy kép feltöltésével, amihez csak annyit írt, hogy „illusion”. Az iHeartMediában való megjelenését követően Gaga egy 12 képből álló sorozatot töltött fel Instagram oldalára, így egy óriás mozaikot alkotva bejelentette kislemezének címét. A Bustle magazinnál dolgozó Sasha Atkinson szerint a színes séma a pop-art irányzatban mozgó Andy Warhol munkásságára  emlékeztette, valamint az Artpopra is utalást tett. Hozzátette, hogy a képek külön-külön csak fényes és színes furcsaságok, de ha rákattintunk az énekesnő profiljára és egyben látjuk a puzzle összes kis darabját, azok egy bejelentést tesznek ki: „Lady Gaga Perfect Illusion New Single September Perfect Illusion”. Az USA Today újságírója, Maeve McDermott azt írta, hogy ha egyenként nézzük a képeket, nem tudunk meg sokat.
Az amerikai WKKF és az ausztrál KIIS 106.5 rádióállomások tették közzé, hogy a dal várhatóan 2016. szeptember 9-én jelenik meg. A dátum egy hibát követően szivárgott ki Gaga hivatalos weboldalának forráskódján keresztül. Az énekesnő a közösségi portáljain erősítette meg a megjelenési dátumot. Továbbá közzétette a kislemez borítóját is, melyen Gaga mikrofonnal a kezében énekel egy sivatagban. Nem sokkal később egy dalszöveg részletet is megosztott néhány kép kíséretében: „I don't need eyes to see / I felt you touchin' me / High like amphetamine / Maybe you're just a dream.” Egy újabb képen szintén Gaga volt látható, ahogy valaki nyakában ül és a közönség előtt mikrofonját pörgeti. Carey O'Donnell a Paper magazinnak úgy fogalmazott, hogy a borító „ikonikus”, Gagát a kanadai énekes-dalszerző Alice Glasshez hasonlította, és megdicsérte az énekesnő metal és punk stílusú kinézetét. Sophie Atkinson a Bustletől pozitívan reagált a képre, és azt írta, hogy Gagától „szokatlanul egyszerű”, de nem csak egy hagyományos, popsztárokra jellemző kép, amivel a szépségét próbálták volna kiemelni. Atkinson a borítót „hihetetlenül személyesnek” tartotta, és különbözősége miatt vélte izgalmasnak.
Később egy 16 másodperces előzetes is kikerült a videóklipből Gaga Twitter-fiókjára. A részletben Gaga a sivatagban táncol villódzó fények közepette, miközben a háttérben ugyanaz az akkord ismétlődik. Gaga 2016. szeptember 9-én megjelent a BBC Radio 1 Breakfast Show című műsorában, ahol Nick Grimshaw mellett vendégműsorvezető volt és bemutatta Perfect Illusion című dalát a rádióban. Az énekesnő azt mondta, hogy „elözönlötték az érzelmek” és „újjászületésként” éli meg a történteket. Hozzátette, hogy hónapokat töltött el a stúdióban és most újra úgy érzi, mintha első alkalommal adna ki dalt, akárcsak egy új előadó. Gaga a rádióban néhány sort élőben is elénekelt.

## Kritikusi fogadtatás
Megjelenésekor a Perfect Illusion vegyes illetve pozitív fogadtatást kapott a zenekritikusoktól. Alice Vincent a The Daily Telegraphtól ötből négy csillagot adott a dalnak, és azt írta, hogy „örömmel tölt el, hogy azt írhatom, hogy ez egy visszatérés a Just Dance korszakos Gagához: egy egyszerű, rendkívül fülbemászó szelet a táncparkettet megtöltő, stadionokat üdvrivalgásra késztető popból”. Megdicsérte Gaga vokáljának „gazdag hangszínét” és az általa történő érzelemkifejezést is. A The Independenttől Jess Denham számára a Perfect Illusion rockosabbnak hangzott, mint a Just Dance vagy a Poker Face; dicsérte a vokált, a verzéket pedig Bruce Springsteen énekes munkájához hasonlította, majd hozzátette, hogy a szám „annyira fülbemászó, amennyire csak lehetséges és bizonyára egy klubhimnusznak bizonyul majd”. Robbie Daw az Idolatortól Gagát egy „rockistennőnek” nevezte. A szám „sötét tónusú és zúzós” hangzása inkább a Born This Wayhez hasonlít, mint az Artpop album dalaihoz. Daw ismertetőjének végén azt írta, hogy a számmal eltávolodott Gaga a karrierjének elején jellemző dance-poptól.
A The New Zealand Herald egyik munkatársa úgy vélte, hogy egy „erőteljes pop-rock szám kevesebb elektro-popos ragyogással, mint amit a korábbi munkái alapján várhattunk. Képzeljék el, hogy a Killers találkozik Kylie-val”. Lewis Corner a Digital Spytól egy részletes elemzést készített a számról, amelynek hangzásvilágát, és a hozzá készült képvilágot „leegyszerűsítettnek” nevezte. Ezen kívül felfedezte Springsteen hatását a dalban, hozzátéve, hogy a „disco-rock refrén mondhatni teljes hangerővel szól a 30. másodperctől fogva [...] Van egy egész jó dallama, és egy építkező, stadionhangzású felépítése, amely Bruce Springsteent idézi.” Jake Viswanath a V-től szintén pozitívan vélekedett a számról, ami szerinte „egy igazi visszatérés” Gaga számára. Úgy érezte, hogy „az énekesnő fejlődött punkos napjaihoz képest, amivel meg tudja mutatni a sokoldalúságát”. Viswanath ezen kívül elismerően írt a dalról amiatt is, hogy végig Gaga hangját tartja előtérben.
A The Vergenek készült írásában Kaitlyn Tiffany a dalt a Bad Romancehez hasonlította, de „egy nagy stadionrock dal extra adrenalinlöketével és némi éles, kissé hátborzongató 80-as évek szintetizátorhangjaival”. Egy pozitív kritika jelent meg a Billboardtól is, amelyben beharangozták Gaga visszatérését a Perfect Illusionnel. Rhian Daly az NME-től dicsérte az énekesnő vokálját a dalban, és azt mondta, hogy „a pörgős disco hatással és a tiszta erejével egy óriási visszatérés [Gaga számára]”. Mikael Wood a Los Angeles Timestól egy „dübörgő disco-rock számnak” nevezte „gyilkos robot-Motown hangzással, egy adag scuzz-punkos gitárzúzással és egy hangnemváltással, ami arra lett tervezve, hogy pavlovi ökölrázást váltson ki”. A The Daily Beastnek készült cikkében Kevin Fallon arról írt, hogy lenyűgözte Gaga hangnemváltása és dicsérte a vokálját, amit úgy jellemzett, hogy „robbanásszerű és rekedtes”. Hugh McIntyre a Forbestól azt állította, hogy „a számnak sikerül egyszerre Gagát egy más irányba elvinnie, miközben meg tudja tartani azokat a tulajdonságait, amik oly népszerűvé tették”. Spencer Kornhaber a The Atlantictől azt vette észre, hogy Gaga hasonló módon énekli a verzéket, mint Bruce Springsteen, azonban úgy vélte, hogy hiányzik az irónia az énekesnő előadásmódjából.
Más kritikusok negatívabb kritikát fogalmaztak meg a kiadvánnyal kapcsolatban. Richard S. He a The Guardiantől úgy hallotta, hogy „nulla korrigálás van a hangmagasságát tekintve a vokáljában”, és kritizálta ezt a döntést, mondván „Gaga azt akarja, hogy halld a rossz hangokat, a töréseket a hangjában. Sajnos csak a töréseket lehet hallani.” A Spin magazin egyszerűen egy „hibás próbálkozásnak” nevezte a kislemezt. A USA Today írásában a számot Gaga korábbi munkáival hasonlították össze, és azt mondták: „Miközben nem tökéletes, eléggé lendületesnek és szórakoztatónak véljük. Csupán nem innovatív.” A Pitchforktól Jillian Mapes azon a véleményen volt, hogy a Perfect Illusion alulmúlta a nagy várakozásokat, kritizálta a dal produceri munkáját és Gaga vokális teljesítményét is. Lady Gaga albumairól elsőként megjelent kislemezeket rangsorolva a Billboard a Perfect Illusiont a második legrosszabbnak találta, csupán a 2013-as Applause mögött. A Rolling Stone a 28. helyre sorolta 2016 legjobb dalairól készült listájában.

## Kereskedelmi fogadtatás
Az Egyesült Államokban a Perfect Illusion a 15. helyen debütált a Billboard Hot 100-on, így karrierje során 23. dalával sikerült felkerülnie a listára. Emellett a második helyen nyitott a Digital Songs listán 100 000 digitális eladással, illetve a 25. helyen debütált a Streaming Songson 8,3 milliós első heti stream-adataival az Egyesült Államokban. A dal 22 milliós rádiós hallgatottságot ért el első hetén, amivel nem sikerült felkerülnie a Radio Songs listára. A Billboard többi rádiós listáján a Perfect Illusion a 31. helyen kezdett a Mainstream Top 40-en és a 32. pozícióban az Adult Pop Songson, miután óránként játszották az iHeartMedia tulajdonú állomásokon. Előbbi listán ez volt Gaga 16. száma, amivel listára került a 2016. szeptember 24-ei héten. Végül a Perfect Illusion legjobb helyezései a 17. volt az Adult Pop Songson, míg a 22. a Mainstream Top 40-en. 2017 februárjáig összesen 29,3 millió streamet ért el az országban. A dal felkerült a Dance Club Songs listára is, azonban legjobb helyezése a 13. volt, ami karrierje során a 3. legrosszabb eredménye. Kanadában a Perfect Illusion a 17. helyen debütált a Kanadai Hot 100 kislemezlistán, ami egyben későbbi legjobb eredménye is volt. A Music Canada aranylemeznek minősítette a dalt, miután elérte a 40 000 eladott egységet.
Ausztráliában a 14, míg Új-Zélandon a 31. helyen debütált, amelynél feljebb nem tudott később kerülni a dal egyik országban sem. Előbbi ország listáján csak három hétig szerepelt, míg Új-Zélandon a debütáló hete után kiesett a listáról. A Perfect Illusion a brit kislemezlistán a 12. helyen nyitott a 2016. szeptember 23-ai héten. A Music Week szerint a dal összesen 30 830 egységet ért el, amivel a negyedik pozícióra került a UK Singles Downloads Charton, és a 28. volt az Official Audio Streaming Charton. Ezután gyors tempóban esett vissza a kislemezlistán, és összesen csak hat hétig szerepelt az első 100-ban. Franciaországban az első helyen debütált a SNEP francia kislemezlistáján. Emellett első helyen nyitott még Finnországban illetve a görög digitális eladásokat összesítő listán. A dal az első 10 közé került Csehországban, Magyarországon, Szlovákiában és Skóciában, illetve az első öt között volt a Billboard által közzétett European Digital Songs listán. A Perfect Illusion ötödik volt az olasz kislemezlistán, és aranylemez minősítést kapott a Federazione Industria Musicale Italiana (FIMI) adatai szerint a 25 000 eladott egységet követően.

## Videóklip

### Elkészítés és történet
A videóklipet Ruth Hogben és Andrea Gelardin rendezték, illetve tőlük származik a kislemez borítója is. A Page Six szerint a klipet egy sivatagban forgatták Los Angelestől nem messze, két nap alatt. Gaga régi munkatársa, Brandon Maxwell volt a divattanácsadó a forgatás során. Hogben és Gelardin már tíz éve dolgoznak Gagával együtt különböző projekteken. A stílust tekintve a Joanne egy alapvetően más élmény volt számukra. Jelen voltak a stúdióban az énekesnővel és Ronsonnal több dal megszületésénél is, és az, hogy látták miként készült az album, segített számukra megérteni Gaga szándékát a zenével. Mivel a Perfect Illusion egy „energikus” szám, azt akarták, hogy ezt a videó is tükrözze. Gaga ötlete volt, hogy a klip egy fellépést mutasson be, ami a kiindulópontként szolgált Gelardinnak és Hogbennek. Azt akarták, hogy az emberek között énekeljen a színpad helyett, és felkérték Ronsont, Parkert és BloodPopot, hogy jelenjenek meg a videóban. A V magazinnak adott interjúban, a klip készítői beszéltek a videó elkészítéséről: 

„Azt akartuk, hogy a klip bármiféle mű dolog nélkül mutassa be Gagát, egy olyan módon, ahogy a klipjei talán még nem mutatták meg a múltban. A koncepció egyszerűnek mondható. Például imádjuk, hogy kézi mikrofont tart a kezében az előadás során. A kislemezborítót ugyanazon a napon készítettük. Nem szerettük volna, hogy egy beállított póz, vagy egy »divatfotó« legyen, ehelyett azt akartuk, hogy mozgást és energiát mutasson, illetve hogy róla és az előadásról szóljon. Gaga saját maga vezette a Broncót a klipben, és az elkötelezettsége az előadáshoz, és az igazi nyers energiája nagyon átjött azon, ahogy vezetett! Számunkra, rendezők számára egyszerre volt ijesztő és izgalmas – az energia és az érzelem színtisztán valós volt.”

A világpremier 2016. szeptember 20-án volt a Fox csatorna Scream Queens – Gyilkos történet című televíziós sorozatának második évada során. Gaga egy előzetest is megosztott a videóból, amelyben az látható, hogy egy mikrofont pörget a feje fölött, miközben extázisban tombolnak a nézők körülötte. A klip azzal kezdődik, hogy éneklés közben egy Jeepet vezet a sivatagon keresztül, aztán producerei társaságában egy tömeg előtt adja elő a dalt. A videó azzal végződik, hogy Gaga egyedül gurul végig a sivatag homokján. Jack White az Official Charts Company-tól megjegyezte, hogy a videó „gyors, egyenetlen kameravágásokból” áll, ami a látványvilág nagy részére jellemző. 2017-ben a klip elkészítése látható volt a Gaga: Five Foot Two című dokumentumfilmben.

### Fogadtatás és elemzés

Gaga a sivatagban lép fel a dal videóklipjében. A GIF-en látható, ahogy Gaga szemei fennakadnak, amit Spencer Kornhaber jegyzett meg a The Atlantictől, illetve az epilepsziás rohamot kiváltó vágási munka is, amire Lara Walsh az InStyletól hívta fel a figyelmet.

A Billboard egyik szerzője arról írt, hogy Gaga falatnyi rövidnadrágban átgázol a sivatagon, aztán megjelenik egy buliban, majd a végén az énekesnő újra egyedül látható a pusztaságban. Jon Blistein a Rolling Stonetól egy „meghökkentő, villódzó fényekkel teli tivornyának” írta le a videóklipet, illetve szerinte Gaga „egy őrjöngő házibulit tart az eufórikus új videóban”. Joey Nolfi az Entertainment Weeklytől pozitívan értékelte, és azt írta róla, hogy „egyszerű produkciós kialakítású, a hangsúly Gaga féktelen táncán van, és észrevehetően hiányoznak a különc kosztümök és parókák”, amely miatt „radikálisan eltér” Gaga videográfiájától. Azt is megjegyezte, hogy a videó tele volt „rocksztár energiával”, és nem volt különösebb története, csak „Gagára, a zenére és a mozgásra” fókuszált. Chelsea Stone a Teen Voguetól dicsérte a klip táncos természetét, illetve arról írt, hogy Gaga feltöltött képeket korábban a videóból, illetve ugyanazt a ruhát viselte mint a klipben akkor, amikor bejelentette Twitterén a premierjét. Bianca Gracie a Fuse-tól úgy vélte, hogy „Gaga vakmerőséget sugároz, miközben felrugdalja a port, egy Jeepet vezet és egy vad bulit tart” a klipben. Carey O'Donnell a Papermagtől úgy érezte, hogy a videótól neki jobban tetszik a dal, és szerinte arra utal, hogy Gaga érája unplugged lesz.
Sasha Geffen az MTV Newstól azt emelte ki, hogy Gaga szemei fennakadnak miközben pogózik a tömeggel a klipben, és „az egyik pillanatban kis híján letépi a fejét Parkernek”. Hasonló gondolatok fogalmazódtak meg Lara Walshnak is, aki az InStyle számára értékelte a klipet, és arról írt, hogy  „nagy rajongója” Gaga „nyers megjelenésének” a videóban. Az Idolatornak készített írásában Mike Wass arról beszélt, hogy a borító tiszta elképzelést nyújt az embernek, hogy mit várjon a kliptől. Szerinte a videó „újradefiniálja Gagát rocksztárként” és az „epilepsziás rohamot előidéző vágások az egészet életre keltik”. Ezzel szemben hiányolta a színpadiasságot, ami az énekesnő korábbi klipjeire jellemző. Caitlyn Callegari a Bustletől a klipet egy Gaga koncert első soros élményéhez hasonlította, és „megnyerőnek” nevezte, mivel megvolt benne az énekesnő „szabadalmaztatott melodráma stílusa, miközben megtartja a valódiságát”. Callegari dicsérte azért is, mert a felvétel kiemeli Gagát nem csak énekesnőként, hanem előadóművészként is.
Spencer Kornhaber a The Atlantictől azt remélte, hogy a Cheek to Cheek korszakja után Gaga visszatér ahhoz, hogy a videóklip megjelenései események legyenek úgy, mint a korábbi albumainál, azonban csalódott volt amiatt, hogy a Perfect Illusion videóklipje leegyszerűsített volt. Úgy vélte, hogy a vágási munka „kiválóan kaotikus”, és azt is észrevételezte, hogy a Gagáról készült felvételek gyorsítva voltak felvéve a többihez képest. Továbbá megfigyelte azt is, hogy „valami furcsaság” volt Gaga szemeivel. Szerinte a sminkjének vagy a kontaktlencséinek volt köszönhető, hogy a „szemfehérje nagyobb lett”, vagy a rendezők akarták azt, hogy „fennakadjanak a pupillái”. Azt gondolta, hogy Gaga „vad, éhező és talán bekokainozott” kinézete illett a dal drogos utalásaihoz. Kornhaber ismertetőjének végén azt írta, hogy habár a klippel „nem akart provokálni”, mégis egy bátor lépésnek tűnt, mivel az énekesnő kortársai közül senki sem próbált volna meg csinálni „valami ennyire nyerset és nehezen emészthetőt”. A HuffPosttól Daniel Welsh csalódottnak érezte magát a Perfect Illusion klipjének megtekintése után, mivel szerinte Gagának „lenyűgöző munkái vannak az eddigi videóklipjeit tekintve”.

## Élő előadások és felhasználása a médiában

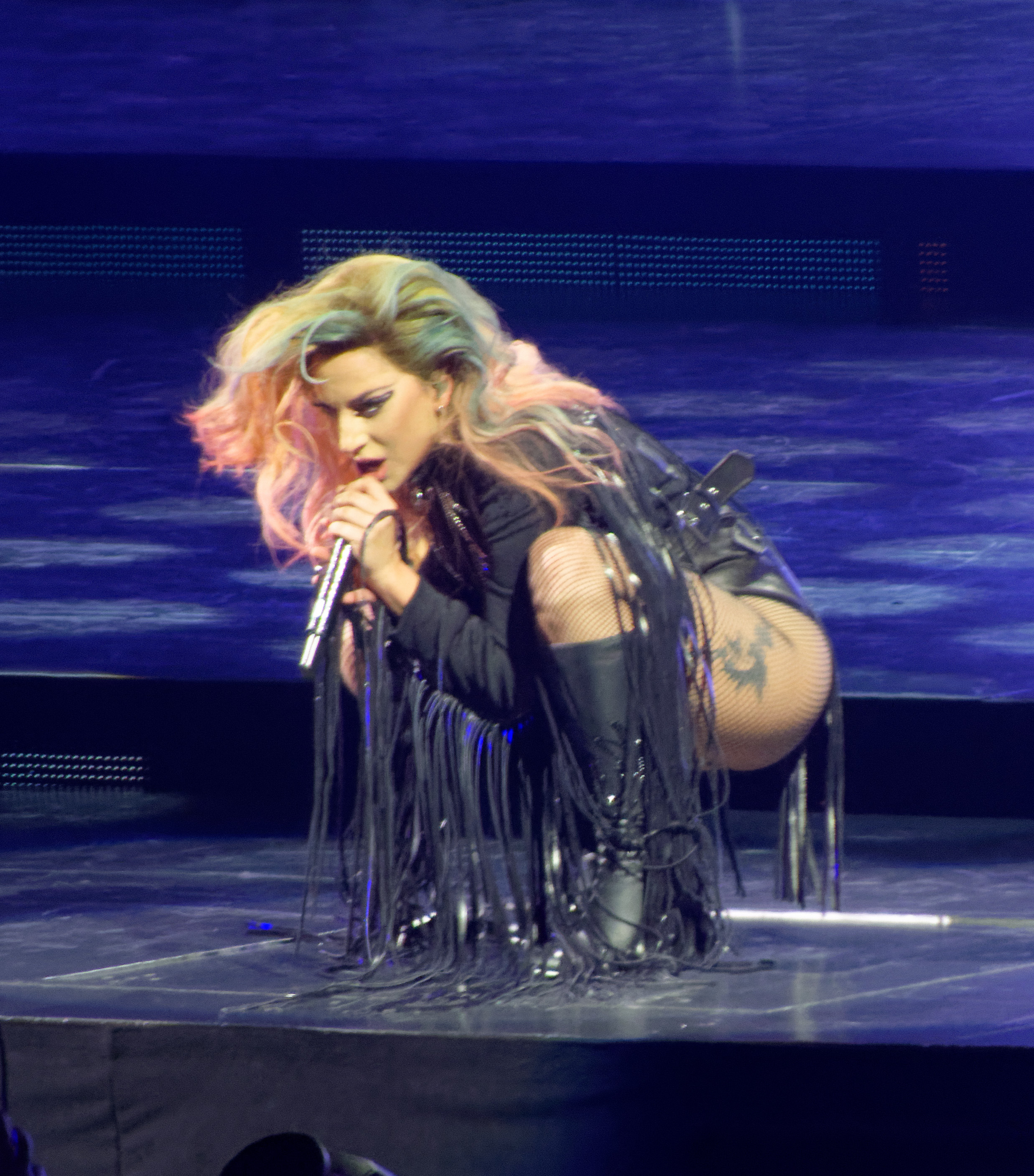
Lady Gaga a Perfect Illusion előadása során a Joanne World Touron

A Perfect Illusion első alkalommal a londoni Moth Clubban került előadásra élőben 2016. szeptember 10-én. Gaga haspólót és ezüstszínű rövidnadrágot viselt, mikrofonját pedig a feje fölött pörgette miközben táncolt. Daniel Kreps a Rolling Stone-tól arról írt, hogy az énekesnő az „energikus, pörgős dance-rock kislemezét egy fejrázós előadással” énekelte, amely „a kislemez borítóját tükrözte”. Gaga a Bad Romanceből is elénekelt egy részletet a Perfect Illusion után ugyanezen a helyen. Gaga fellépett a dallal a három állomásos Dive Bar Tour elnevezésű koncertsorozatán, ahol két alkalommal is a záródal volt.
Miközben a Joanne-t népszerűsítette Japánban, Gaga zongorás verzióban adta elő a Perfect Illusiont a Sukkiri című műsorban, illetve egy japán fiúegyüttessel énekelte el a SMAP×SMAPben. Előbbi fellépést 2016. november 1-én, a másikat pedig december 12-én adták le. A The Late Late Show with James Corden című show-műsor Carpool Karaoke című szegmensében Gaga a Perfect Illusiont énekelte el elsőként az autóban. A szám előadásra került a 2017-18-as Joanne World Tour című világ körüli koncertsorozaton is. Gaga egy Alexander Wang által tervezett hosszú bőrrojtos öltözéket viselt a turné előadásai során.
A Perfect Illusion felcsendült az Amerikai Horror Story: Roanoke című amerikai horrorsorozat egyik előzetesében, amelyet azért választottak, mert nem volt még ismert az évad témája, és ezt a rejtélyt egészen a premierig fent akarták tartani.

## Közreműködők és menedzsment
A következő közreműködők listája a Joanne albumon található CD füzetkében található.

### Menedzsment
- Felvételek: Shangri-La Studios (Malibu, Kalifornia), Pink Duck Studios (Burbank, Kalifornia) és Electric Lady Studios (New York City, New York)
- Hangkeverés: MixStar Studios (Virginia Beach, Virginia)
- Maszterelés: Sterling Sound (New York City, New York)
- Kiff's Bonza Songs/Sony/ATV Music Publishing Australia (Ausztrália/Új-Zéland) és Kiff's Bonza Songs/BMG Rights Management (Egyesült Királyság); ROW ex-ANZ, Sony/ATV Songs LLC, House of Gaga Publishing (BMI), Imagem CV/Songs of Zelig (BMI) , OWSLA Music Publishing, LLC/Check Your Pulse, LLC (ASCAP)
- Kevin Parker a Modular Recordings Pty Ltd. kiadóval együttműködve jelenik meg.

### Közreműködők
| - Lady Gaga – dalszerzés, vokál, produceri munka - Mark Ronson – dalszerzés, gitár, szintetizátor, produceri munka - Kevin Parker – dalszerzés, produceri munka, dob, gitár, szintetizátor, basszus - BloodPop – dalszerzés, produceri munka, gitár, szintetizátor, ritmus - Josh Homme – gitár - Joshua Blair – felvételek - David "Squirrel" Covell – felvételi asszisztens | - Justin Smith – felvételi asszisztens - Barry McCready – felvételi asszisztens - Serban Ghenea – hangkeverés - John Hanes – hangkeverés hangmérnök - Tom Coyne – maszterelés - Randy Merrill – maszterelés |

## Slágerlistás helyezések
| Lista (2016)                          | Legjobb helyezés |
| ------------------------------------- | ---------------- |
| Ausztrália (ARIA)                     | 14               |
| Ausztria (Ö3 Austria Top 40)          | 21               |
| Belgium (Ultratop 50 Flanders)        | 43               |
| Belgium (Ultratip Wallonia)           | 1                |
| Csehország (Singles Digitál Top 100)  | 7                |
| Egyesült Királyság (UK Singles Chart) | 12               |
| Euro Digital Songs (Billboard)        | 4                |
| Finnország (Latauslista)              | 1                |
| Franciaország (Single Top 100)        | 1                |
| Görögország Digital Songs (Billboard) | 1                |
| Hollandia (Single Top 100)            | 58               |
| Írország (IRMA)                       | 22               |
| Japán (Billboard Japan Hot 100)       | 35               |
| Kanada (Canadian Hot 100)             | 17               |
| Kanada AC (Billboard)                 | 15               |
| Kanada CHR/Top 40 (Billboard)         | 22               |
| Kanada Hot AC (Billboard)             | 21               |
| Lengyelország (Polish Airplay Top 20) | 50               |
| Libanon (Lebanese Top 20)             | 15               |
| Magyarország (Rádiós Top 40)          | 3                |
| Magyarország (Single Top 40)          | 3                |
| Magyarország (Stream Top 40)          | 24               |
| Mexico Ingles Airplay (Billboard)     | 26               |
| Németország (Media Control Charts)    | 31               |
| Olaszország (FIMI)                    | 5                |
| Oroszország (Tophit)                  | 75               |
| Skócia (Scottish Singles Top 40)      | 3                |
| Spanyolország (PROMUSICAE)            | 1                |
| Svájc (Schweizer Hitparade)           | 16               |
| Svédország (Sverigetopplistan)        | 38               |
| Szlovákia (Rádio Top 100)             | 61               |
| Szlovákia (Singles Digitál Top 100)   | 4                |
| Új-Zéland (Recorded Music NZ)         | 31               |
| US Billboard Hot 100                  | 15               |
| US Adult Contemporary (Billboard)     | 25               |
| US Adult Top 40 (Billboard)           | 17               |
| US Hot Dance Club Songs (Billboard)   | 13               |
| US Mainstream Top 40 (Billboard)      | 22               |
| Venezuela English (Record Report)     | 27               |

| Slágerlista (2016)                   | Helyezés |
| ------------------------------------ | -------- |
| Magyarország (Single (track) Top 40) | 62       |

## Minősítések
| Ország (Szervezet)           | Minősítés    | Minősítési érték/ Eladás | Alapul                           |
| ---------------------------- | ------------ | ------------------------ | -------------------------------- |
| Ausztrália (ARIA)            | Platinalemez | 70 000+                  | Eladásokon és streaming adatokon |
| Brazília (Pro-Música Brasil) | Platinalemez | 40 000+                  | Eladásokon és streaming adatokon |
| Egyesült Államok (RIAA)      | Aranylemez   | 500 000+                 | Eladásokon és streaming adatokon |
| Egyesült Királyság (BPI)     | Ezüstlemez   | 200 000+                 | Eladásokon és streaming adatokon |
| Kanada (Music Canada)        | Aranylemez   | 40 000+                  | Eladásokon és streaming adatokon |
| Olaszország (FIMI)           | Aranylemez   | 25 000+                  | Eladásokon és streaming adatokon |

## Megjelenések
| Ország           | Dátum                | Formátum                       | Kiadó                 | Ref.    |
| ---------------- | -------------------- | ------------------------------ | --------------------- | ------- |
| Világszerte      | 2016. szeptember 9.  | Digitális letöltés             | Interscope, Universal | [ 141 ] |
| Olaszország      | 2016. szeptember 9.  | „Mainstream” rádiós megjelenés | Universal             | [ 142 ] |
| Egyesült Államok | 2016. szeptember 12. | „Hot AC” rádiós megjelenés     | Interscope            | [ 143 ] |
| Egyesült Államok | 2016. szeptember 13. | „Mainstream” rádiós megjelenés | Interscope            | [ 144 ] |

## Fordítás
- Ez a szócikk részben vagy egészben  a   Perfect Illusion című angol Wikipédia-szócikk fordításán alapul.  Az eredeti cikk szerkesztőit annak laptörténete sorolja fel. Ez a jelzés csupán a megfogalmazás eredetét és a szerzői jogokat jelzi, nem szolgál a cikkben szereplő információk forrásmegjelöléseként.